# Célula do tendão
Recebem o nome de células do tendão certas células que podem ser encontradas tanto em tendões de vertebrados como nalguns invertebrados.

## Vertebrados
As células do tendão, também chamadas células tendinosas, tenocitos ou tendinócitos, são um tipo especial de fibroblastos alongados que se encontram entre os tendões. O seu citoplasma tinge-se com colorantes básicos e estende-se entre as fibras de colagénio que constituem a maior parte do tendão, e nas preparações normalmente confundem-se com as fibras colágenas, pelo que só se distingue o núcleo da célula. As células estão distribuídas em longas fileiras paralelas entre as fibras. Possuem um núcleo central com nucléolo proeminente. Possuem um retículo endoplasmático rugoso bem desenvolvido, que é responsável pela síntese e substituição das fibras de colagénio do tendão e da substância fundamental da matriz que as rodeia.

## Invertebrados
Nos moluscos as células do tendão formam uma capa epitelial que conecta o músculo com a concha do molusco. Nos gastrópodes, por exemplo, os músculos retratores conectam-se à concha por meio destas células. As células musculares estão unidas ao espaço miotendinoso de colagénio por meio de hemidesmossomas. O espaço miotendinoso une-se posteriormente à base das células do tendão por meio de outros hemidesmossomas basais, enquanto os hemidesmossomas apicais que se situam sobre os microvilos, que ligam as células do tendão a uma fina camada de colagénio. Este por sua vez está ligado à concha por meio de fibras orgânicas que se inserem nela. As células do tendão dos moluscos têm aspecto colunar e contêm um grande núcleo basal. O citoplasma está cheio de retículos endoplasmático rugosos e um aparelho de Golgi disperso. Existem densos feixes de microfilamentos que percorrem ao longo de toda o comprimento da célula conectando os hemidesmossomas basais e apicais.